# 九华镇 (如皋市)
九华镇，是中华人民共和国江苏省南通市如皋市下辖的一个乡镇级行政单位。

## 行政区划
九华镇下辖以下地区：
九华社区、郭李社区、郑甸社区、营防社区、四圩社区、二甲村、洋港村、赵元村、马桥村、龙舌村、杨码村、郭洋村、小马桥村、姜园村、云屏村、丝渔村、耿扇村、营西村和如海村。